# Lauro Sérgio Versiani Barbosa
Lauro Sérgio Versiani Barbosa (ur. 29 kwietnia 1959 w Ouro Preto) – brazylijski duchowny katolicki, biskup Colatiny od 2022.

## Życiorys
2 września 1995 otrzymał święcenia kapłańskie i został inkardynowany do archidiecezji Mariana. Przez wiele lat pracował w archidiecezjalnym seminarium, najpierw jako prefekt studiów, a w latach 2006–2014 jako jego rektor. W 2014 mianowany proboszczem parafii w Viçosie.
27 października 2021 papież Franciszek mianował go biskupem diecezji Colatina. Sakry udzielił mu 25 stycznia 2022 arcybiskup Airton José dos Santos.